# Sytske de Groot
Sytske de Groot (Delft, 3 april 1986) is een Nederlands roeister. Ze vertegenwoordigde Nederland bij verschillende grote internationale wedstrijden. Ze nam eenmaal deel aan de Olympische Spelen en won er brons in de discipline vrouwen acht.
De Groot begon in 2005 met roeien toen ze ging studeren in Delft. Ze sloot zich aan bij D.S.R. Proteus-Eretes. Nadat ze in 2009 zilver won op de dubbel vier bij de wereldbekerwedstrijden in Spanje werd ze opgenomen in de vrouwenacht. Op dit onderdeel won ze op het WK (2009) een bronzen medaille en op het EK (2010) een zilveren medaille.
In 2012 plaatste het Nederlandse achttal zich voor de Olympische Zomerspelen 2012 in Londen. Via de series (4e in 6.18,98) en de herkansing (6.15,15) plaatste ze zich voor de finale. Daar veroverde het Nederlandse team een bronzen medaille met een tijd van 6.13,12 achter de Amerikaanse (goud: 6.10,59) en de Canadese boot (zilver: 6.12,06).
Ze volgt een opleiding Marine Engineering aan de TU Delft.

## Titels
- Nederlands kampioene vrouwen acht - 2009, 2010

## Palmares

### Vier zonder stuurvrouw
- 2006: 4e FISU - 7.41,50

### dubbel vier
- 2009:  Wereldbeker I - 7.32,18

### vrouwen acht
- 2009:  Wereldbeker III - 6.13,49
- 2009:  WK - 6.07,43
- 2010:  Wereldbeker I - 6.19,14
- 2010: 4e Wereldbeker III - 6.22,31
- 2010:  EK - 6.39,35
- 2010: 5e WK - 6.20,85
- 2011:  Wereldbeker I - 6.06,77
- 2011:  Wereldbeker III - 6.31,73
- 2011: 5e WK - 6.09,94
- 2012:  Wereldbeker I - 6.06,06
- 2012:  Wereldbeker II - 6.03,20
- 2012: 4e Wereldbeker III - 6.22,68
- 2012:  OS - 6.13,12

Chantal Achterberg · 
Claudia Belderbos · 
Carline Bouw · 
Sytske de Groot · 
Annemiek de Haan · 
Nienke Kingma · 
Roline Repelaer van Driel · 
Jacobine Veenhoven · 
Anne Schellekens (stuurvrouw)
- International Standard Name Identifier: 0000 0004 1941 0878
- Nederlandse Thesaurus van Auteursnamen: 304094889
- Virtual International Authority File: 287873585